# Catedral de Lille
La catedral de Lille o catedral de Notre Dame de la Treille (en francés: Basilique-cathédrale Notre-Dame-de-la-Treille de Lille), es una catedral y basílica católica, y un  monumento histórico de Francia, situada en la ciudad de Lille.
Ha sido la sede del obispo de Lille desde la creación de la diócesis en 1913. Aunque la construcción de la iglesia de Notre Dame de la Treille comenzó en 1854, el templo recibe su nombre de una representación de la Virgen María del siglo XII.